# Oliver-Sven Buder
Oliver-Sven Buder (* 23. června 1966, Erlabrunn, Sasko) je bývalý východoněmecký a později německý atlet, dvojnásobný vicemistr světa a Evropy a halový mistr Evropy ve vrhu koulí.
V roce 1996 reprezentoval na letních olympijských hrách v Atlantě, kde skončil na pátém místě. O čtyři roky později na olympiádě v Sydney obsadil ve finále výkonem 20,18 m osmé místo.

## Osobní rekordy
- hala – (21,47 m – 28. února 1998, Valencie)
- venku – (21,42 m – 21. srpna 1999, Sevilla)